# Almoharín
Almoharín es un municipio y localidad española de la provincia de Cáceres, en la comunidad autónoma Extremadura. El término municipal, perteneciente a la Mancomunidad Integral Sierra de Montánchez y al partido judicial de Cáceres, tiene una población de 1779 habitantes (INE 2024). El pueblo es conocido por su producción de higo y su patrona es la Virgen de Sopetrán. Hasta 1598, cuando compró el título de villa, Almoharín perteneció al señorío de Montánchez.

## Símbolos
El escudo de Almoharín fue aprobado mediante la "Orden de 6 de noviembre de 1995, por la que se aprueba el Escudo Heráldico y la Bandera Municipal, para el Ayuntamiento de Almoharín", publicada en el Diario Oficial de Extremadura el 23 de noviembre de 1995 luego de haber aprobado el escudo el ayuntamiento el 27 de abril de 1995 y haber emitido informe el Consejo Asesor de Honores y distinciones de la Junta de Extremadura el 17 de octubre de 1995. El escudo se define así:

Escudo entado en punta. Primero, de sinople, un castillo de oro de tres torres almenadas, la central mayor que las otras dos, aclarado de gules y mazonado de sable. Segundo, de gules, torre de la iglesia parroquial de Almoharín de oro, aclarada de sinople y mazonada de sable. Tercero, de plata, cruz de la Orden Militar de Santiago de gules. Al timbre Corona Real cerrada.

## Geografía física

### Localización
Situado en la carretera que une Cáceres con Don Benito, Almoharín limita con:
- Arroyomolinos de Montánchez al oeste;
- Valdemorales y Zarza de Montánchez al norte;
- Escurial y Miajadas al este;
- Santa Amalia y el exclave dombenitense de Conquista del Guadiana y Valdehornillos al sur.

### Hidrografía, orografía y clima
El término municipal está flanqueado al este por el curso del Río Búrdalo, (típico río mediterráneo, con algún caudal de otoño a primavera, pero prácticamente seco en verano estiaje), es un afluente directo del Guadiana; al sur por las amplias vegas de este último, así como algo al suroeste las sierras de Don José y La Parrilla, formaciones menores éstas, dependientes de las primeras estribaciones orientales de la formación montañosa central extremeña conocida como sierras de San Pedro.
Al oeste la meseta adehesada de Arroyomolinos de Montanchez, así como más al noroeste por la sierra de Montánchez (cercana a los 1000 m sobre el nivel del mar), y al norte por la sierra de San Cristóbal (856 m) y Cancho Blanco (940 m aprox) más conocida esta última en la localidad como la sierra de la Zarza. El monte de la sierra de San Cristóbal, dada su cercanía al núcleo poblacional, así como su particular morfología la han convertido en un auténtico símbolo de la localidad. El resto del término, salvo algunas zonas llanas en la parte central (los llanos, las viñas o el camino de sopetran), es ondulado, sin grandes brusquedades, salvo las zonas cercanas a las sierras pizarrilla, cola, la cancha o el pozo fraile.

## Naturaleza
En cuanto a la flora, las zonas de monte son del característico bajo monte mediterráneo, alternando con terrenos típicamente adehesados, sin ser demasiado amplias estas últimas.
En almoharin se encuentra la mayor producción de higo a nivel nacional, por los tantos la mayor parte de las fincas están destinada a la higuera. 
La dehesa ocupa gran parte del paraje de almoharin en la que además se encuentra una ganadería de reses de lidia de alto prestigio como es la de Adolfo Martín Andrés.

## Historia

### Historia antigua
Almoharín remonta su antigüedad a mediados del primer milenio a. C., habiendo quedado confirmado yacimientos de época de la Edad del Bronce tardío, pero la falta de estudios arqueológicos del entorno territorial del municipio de Almoharín, no ha permitido, concretar aún más los períodos históricos. Es probable que la cronología que citamos, se quede corta sobre noticias e indicios de períodos anteriores.
A pocos metros del núcleo de la población se documentó un bronce de la ceca de Bolskan, fechada en el año 105 a. C., así como otras monedas del mismo período. Durante unas obras realizadas el mes de junio de 1991, junto al cuartel, para ubicar una residencia de mayores, se destruyeron parte de la cimentación de una "villae" romana posiblemente un asentamiento agrícola que según pudimos dimensionar abarcaba unos 250 m², aunque los restos debieron ser mucho más amplios, se documentó un molino redondo que se utilizaba para moler el cereal, así como diversos fragmentos de "doliae", recipientes de gran tamaño, para el almacenamiento de los cereales, así como cerámica del tipo sigillata hispánica, de la forma D-37, y sigillata clara, tipo C, forma 40, y varios fragmentos de sigillata clara forma 24/25 con decoración a ruedecilla. Con el hallazgo de estos fragmentos, podemos fechar este establecimiento romano a primeros del siglo I, llegando hasta el siglo IV. Los enterramientos nos confirma que las sepulturas halladas en la zona de La Vega y campo de fútbol, correspondían a la vivienda ubicada anteriormente.

### Historia moderna

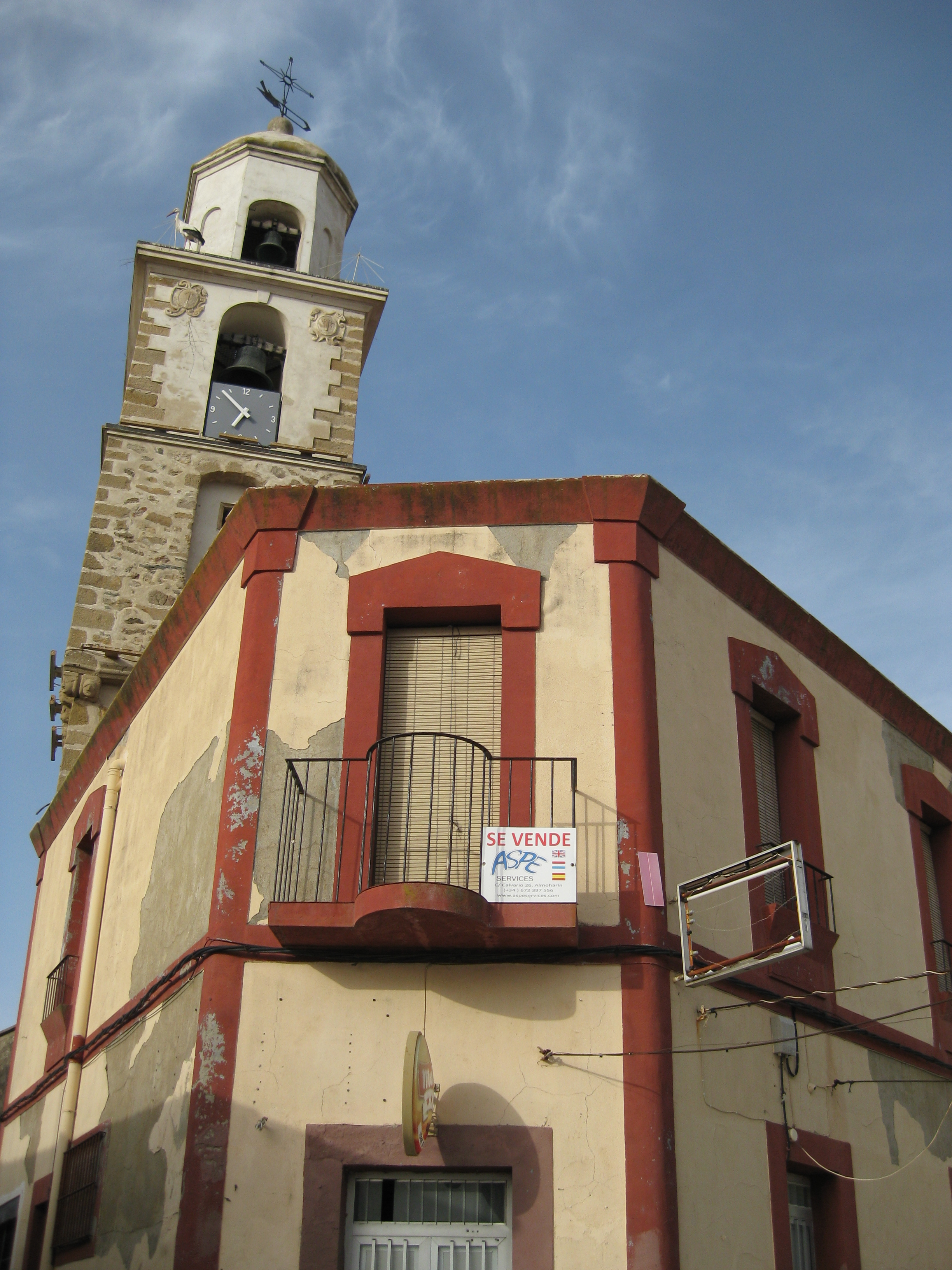
Edificio singular y torre de la iglesia al fondo

Aunque no están claros, sí hay evidencias de ciertos pobladores asentados ya en las fechas del Bajo Imperio Romano, (restos de enterramientos) y es muy posible que alguna aldea o villorrio hubiese en la zona cerca de lo que probablemente fuese una plaza fuerte (zona conocida como el Castillo), durante la Alta Edad Media. Lo que sí está claro es que es durante la conquista musulmana, esa plaza fuerte se consolida y cuando los vestigios de una población creciente existen, puesto que el propio topónimo actual es de origen árabe, más concretamente de la época de las invasiones de los almorávides (siglo xi), es cuando se asentó definitivamente el núcleo de población del que realmente data la localidad.
Almoharín fue ganado a los musulmanes por las tropas del rey Alfonso IX de León durante el primer tercio del siglo XIII} (ca. 1223-1230). Otorgando la encomienda de la población a la Orden de Santiago, posteriormente también formó parte del Señorío de Medellín y más tarde del de Montánchez.
Un resto evidente del asentamiento de raíz almohade fue una vivienda en la calle Italia, n.º 6-10, cuya destrucción no se pudo impedir pese a la denuncia pertinente a las instituciones. Jaime Rio-Miranda Alcón estudió y fotografió lo que aún no se había destruido de la piqueta.
En 1598 el pueblo, previo pago, «compró» el título de villa, “independizándose” en cierta manera de pagar tributos al Señorío de Montánchez, sólo dependiendo desde entonces de las maltrechas cuentas del rey, por entonces Felipe II, quien concede el beneficio. Acto del cual se levanta acta conservándose actualmente en un documento conocido popularmente como el libro del Becerro.
A la caída del Antiguo Régimen la localidad se constituye en municipio constitucional en la región de Extremadura que desde 1834 quedó integrado en partido judicial de Montánchez que en el censo de 1842 contaba con 400 hogares y 2191 vecinos.  La localidad aparece descrita en el segundo volumen del Diccionario geográfico-estadístico-histórico de España y sus posesiones de Ultramar de Pascual Madoz de la siguiente manera:

ALMOHARIN: v. con ayunt. de la prov. y aud. terr. de Cáceres (8 leg.), part. jud. de Montanches (2), adm. de rent. de Trujillo (6), c. g. de Estremadura (Badajoz 14), dióc. de San Marcos de Leon en Llerena (18): sit. en un llano que se estiende al S., resguardada del aire N. por la sierra de San Cristóbal á cuya falda se halla, por cuya razon es uno de los pueblos mas calorosos de la prov., y se padecen tercianas con mayor frecuencia: tiene 430 casas bajas y de poca comodidad, distribuidas en calles tortuosas y de mal piso, por carecer de empedrado la mayor parte; una plaza con la casa municipal, pósito, cárcel segura, escuela de ninos dotada en 1,800 rs., á la que asisten 100; otra de niñas sin dotacion, á la que concurren 30; igl. parr. dedicada al Salvador, servida por un cura de provision del tribunal especial de las Ordenes Militares, y 7 sacerdotes, é inmediata á ella la ermita de Ntra. Sra. del Rosario. Confina el térm. por N. con el de Valdemorales; E. y S. el Escorial, Miajadas y deh. de D. Benito; O. Arroyo-molinos: comprende 3,000 fan. roturadas y 1,000 montuosas, en las que se cuentan los montes de encina llamados Dehesa, Hoya, Retamales, Parrilla y Patos, sit. al E. y O. la fuente llamada Carrasco muy ferruginosa, y de admirables efectos para las obstrucciones y opilaciones, adonde concurren tambien á bañarse muchas personas, y lo haria un número considerable, si se construyeran baños que ofreciesen alguna comodidad; y la ermita titulada de Sopetran á 3/4 leg. y cerca de la referida deh. de D. Benito: cruza el térm. el riach. Muelas, y lo divide del de Miajadas el Búrdalo: el terreno es llano, lo que se halla á la parte del S.; los demas cerros y valles, con una parte de la sierra de San Cristóbal pedregosa y con monte de rehollo; todo es laborable, aunque de secunda y tercera calidad á propósito para olivos, por cuya razon hay muy buenos plantios, y escaso de aguas, principalmente en los montes, lo que perjudica mucho para engordar los cerdos que los aprovechan: los caminos son locales y de herradura; se recibe el correo en Montanches por medio de balijero dos veres á la semana: prod.: trigo, centeno, cebada, avena, habas, lino, garbanzos, vino, aceite y bellota; se crian y ceban algunos cerdos, ovejas, cabras, las yuntas de bueyes y vacas necesarias para la labor, las caballerias para lo mismo, que en su mayor parte son jumentos, y poca caza menor: ind.: una fáb. de tinajas pequeñas y otros cacharros: telares de lienzo y colchas de lino y lana manejados por mujeres; cinco molinos de aceite y otros tantos de harina sobre el Búrdalo, y se comercia alguna cosa de ganado de cerda: pobl.: 400 vec.: 2,191 alm.: cap. prod. 2.845,500 rs.: imp.: 142.279: contr.: 20,437 rs. 20 mrs.: presupuesto municipal.: 14,500 rs., del que se pagan 3,300 al secretario, y se cubre con el prod. de propios y arbitrios, que consisten en fincas y pastos pertenecientes á la v. Es fama que fundó esta v. un moro del linage de los Almohades, quien la puso su nombre, labrando un cast. ya enteramente derribado. Fue ald. de Montanches, y se eximió el año 1588, haciéndose v. y sugetándose al part. de Mérida.
(Madoz, 1845, p. 167)

## Demografía
Almoharín cuenta con una población de 1779 habitantes (INE 2024).
| Gráfica de evolución demográfica de Almoharín entre 1842 y 2021                                                     |
| |
| Población de derecho según los censos de población del INE Población de hecho según los censos de población del INE |

## Administración y política
| Periodo   | Nombre         | Partido |
| --------- | -------------- | ------- |
| 1979-1983 | Domingo Pavón  | UCD     |
| 1983-1987 | Senador Valero | PSOE    |
| 1987-1991 | Senador Valero | PSOE    |
| 1991-1995 | Antonio Cano   | PSOE    |
| 1995-1999 | Antonio Cano   | PSOE    |
| 1999-2003 | Antonio Cano   | PSOE    |
| 2003-2007 | Antonio Cano   | PSOE    |
| 2007-2011 | Antonio Cano   | PSOE    |
| 2011-2015 | Antonio Cano   | PSOE    |
| 2015-2019 | Antonio Cano   | PSOE    |
| 2019-2023 | Antonia Molina | PSOE    |

## Economía
La actividad económica de la localidad está basada en el sector agrícola, aunque perdiendo importancia día tras día por el de la construcción y el sector servicios. El sector industrial es prácticamente testimonial, aunque se ha producido un ligero repunte del mismo con la apertura de establecimientos relacionados con la industria transformadora agroganadera, así como un establecimiento relacionados con la industria química. Se puede destacar la existencia de pequeños talleres de cerrajería relacionados con el sector agrícola y de la construcción preferentemente, así como un taller de muebles de hierro.
En la parte sudeste del término, ribereño con el río Búrdalo existe una zona (las viñas o los combos) con cultivos de regadío, infraestructuras que datan de principios de los años 70, donde se cultiva preferentemente tomate y maíz, salvo en pequeñas parcelas donde el cultivo tradicional de pequeños huertos con higueras y vides vuelve de nuevo a imponerse, testimonial son otros cultivos de regadío, como arroz o fruta.
En el resto del término se pueden hacer dos grandes diferenciaciones: por un lado los terrenos dedicados a pastos para ganado, donde domina prácticamente el ganado bovino y ovino (con un número de cabezas censadas muy importante), y por otro lado los terrenos dedicados al cultivo de la higuera, siendo este junto con el olivo los predominantes, aunque si bien este último se sitúa en la parte noreste del término ocupando suelos por lo general pobres, y de muy difícil laboreo, por lo que su producción es muy irregular y no muy abundante, a pesar del solar que ocupa.
Por lo que se refiere a otros cultivos tradicionales, otrora importantes en la localidad, como cereales o vid, son prácticamente testimoniales, salvo las dedicadas a superficie forrajeras (heno y paja) con destino a la cabaña ganadera local.

### Cultivo de la higuera

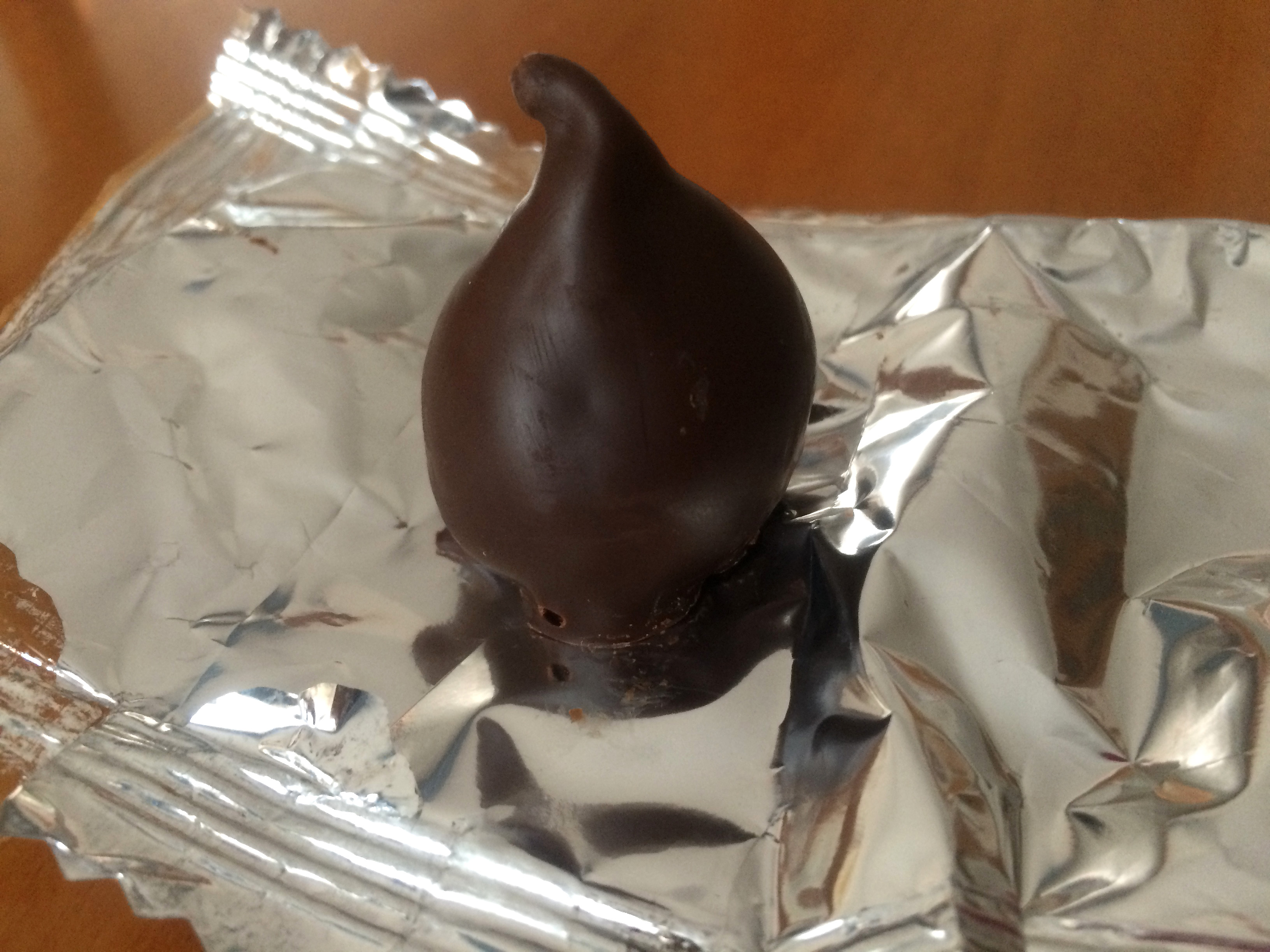
El bombón de higo 'Calabacita'.

El cultivo de la higuera, que en su día dio fama mundial a la localidad, parece de nuevo repuntar, pues en los últimos 35 años estaba en franco retroceso, sobre todo debido a que durante la transformación en regadío de una parte del término (antes comentada) muchos de los mejores árboles de localidad fueron arrancados para dar paso a los más rentables cultivos de regadío. Pero como se ha dicho anteriormente, vuelve de nuevo a "recuperar" el terreno perdido, sobre todo en pequeñas explotaciones de carácter familiar. El cultivo suele ser bastante laborioso, ya que es un árbol y necesita muchos cuidados.

## Medios de comunicación
Almoharín recibe la señal de la TDT del repetidor de televisión de Montánchez.

## Patrimonio

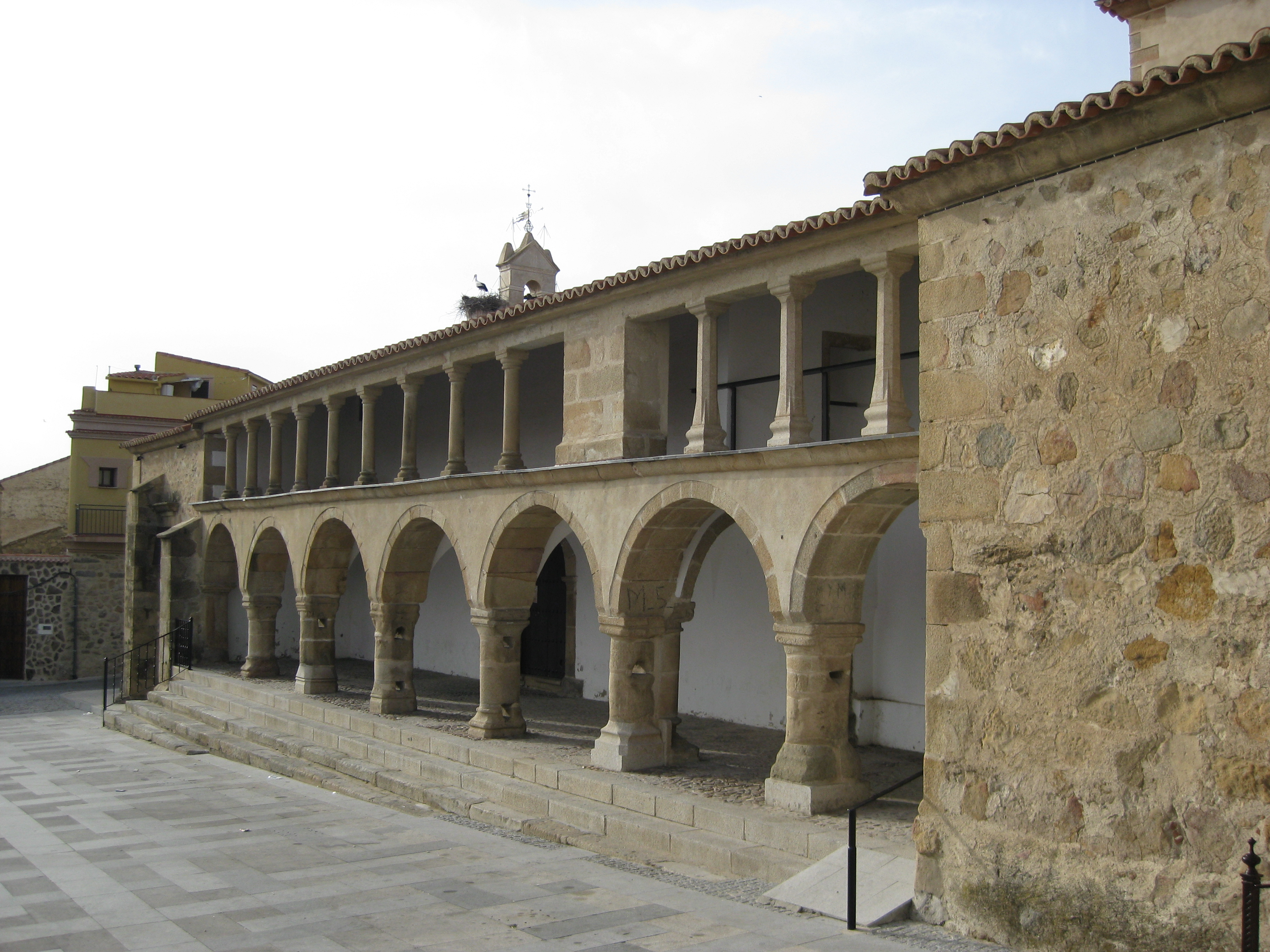
Iglesia y soportales

Iglesia parroquial católica bajo la advocación de El Salvador, perteneciente a la diócesis de Coria. También se encuentra en el pueblo la ermita de Nuestra Señora de Sopetrán.
Esta ermita fue construida a principios del siglo XX y hecha y dedicada especialmente a Nuestra Señora de Sopetrán, la patrona de Almoharín.

## Festividades
- La Velá, romería del Lunes de Pascua, se celebra en la ermita de Nuestra Señora de Sopetrán, devoción por la Virgen y animada comida y fiesta compartida por todos los vecinos.
- Fiesta del Día de la Maza, se celebra el sábado más cercano al 13 de junio, día de San Antonio.
- Feria de mayo, los días 3, 4 y 5 de este mes el primer día se dedica a la feria del ganado.
- IV Centenario, se celebró el 6 de julio cuando Felipe II concedió el título de villa, independiente del partido jurídico de Montánchez.
- Fiestas mayores de agosto, los días 13,14,15,16 y 17 en honor a la Patrona la Virgen de Sopetrán.
- Feria del higo en septiembre.

## Personas notables
- Miguel Garci-Gómez, medievalista.
- Antonio A. Gómez Yebra (1950-) filólogo y escritor.
- Victorino Mayoral Cortés, (1940-) diputado en el Congreso de los Diputados y consejero de la Junta de Extremadura.